# Lalande 21185

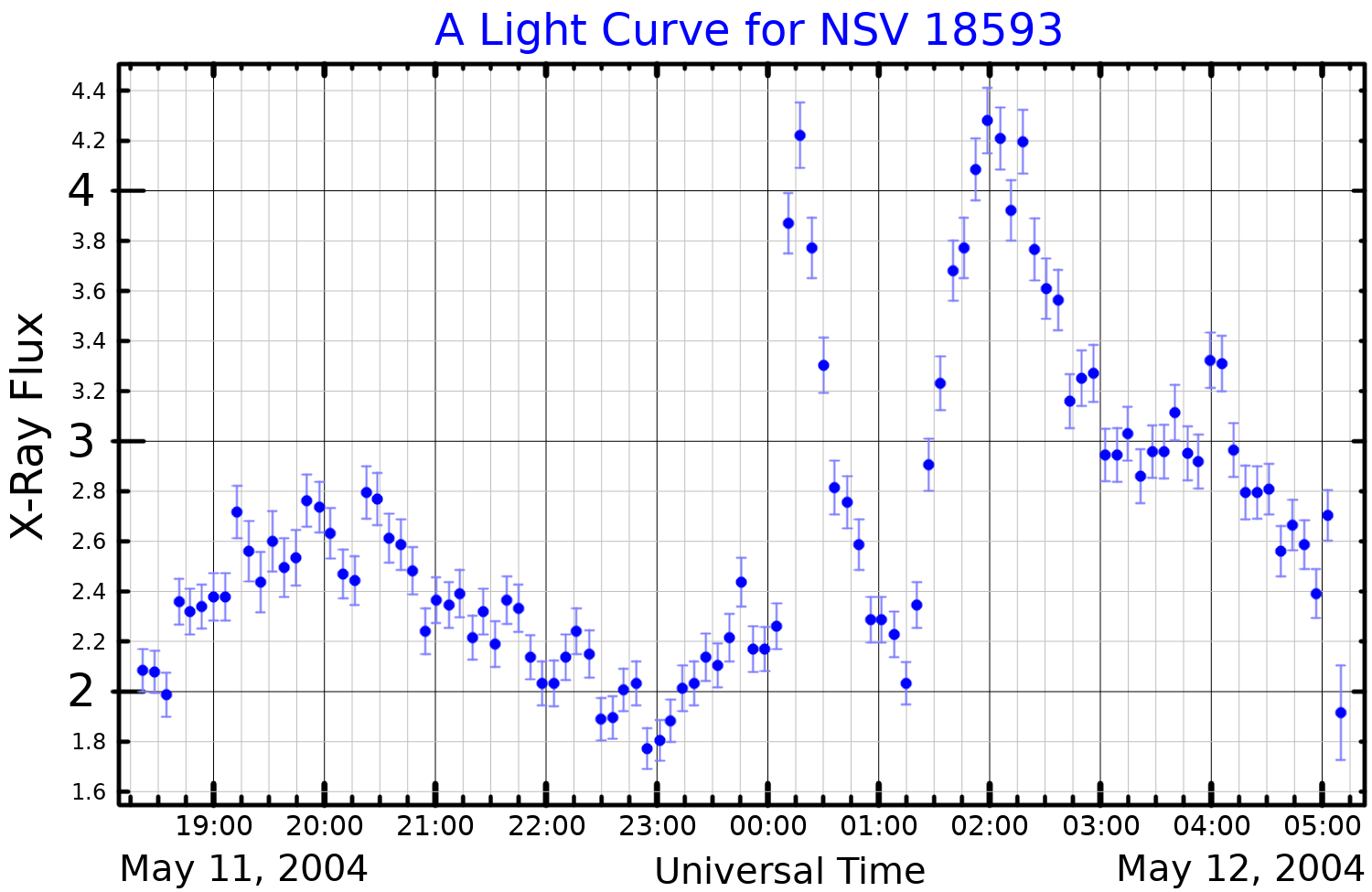
Curva de luz de Lalande 21185.

Lalande 21185 é uma estrela anã-vermelha da constelação de Ursa Maior. Tem magnitude 7 e pode ser observada com um pequeno telescópio. Está a cerca de 8,29 anos-luz de distância.